# Atari ST
Atari ST là dòng máy tính gia đình của Atari Corporation và là sự kế thừa của dòng Atari 8 bit. Mô hình ST đầu tiên, 520ST, được phát hành giới hạn vào tháng 4 năm 1985 và được phát hành rộng rãi vào tháng 7. Atari ST là máy tính cá nhân đầu tiên đi kèm với GUI màu bitmap, sử dụng phiên bản GEM của Digital Research được phát hành vào tháng 2 năm 1985. 1040ST, được phát hành vào năm 1986, là máy tính cá nhân đầu tiên xuất xưởng với một megabyte RAM trong cấu hình cơ sở  và cũng là chiếc đầu tiên có chi phí cho mỗi kilobyte dưới 1 đô la Mỹ.
Atari ST là một phần của thế hệ máy tính gia đình giữa những năm 1980 có bộ xử lý 16 hoặc 32 bit, 256 KB RAM trở lên và giao diện người dùng đồ họa được điều khiển bằng chuột. Thế hệ máy tính này bao gồm Macintosh, Commodore Amiga, Apple IIGS và, tại một số thị trường nhất định, Acorn Archimedes. "ST" chính thức là viết tắt của "Sixteen/Thirty-two", dùng để chỉ bus ngoài 16 bit của Motorola 68000 và các thành phần bên trong 32 bit.
ST được bán với màn hình màu của Atari hoặc màn hình đơn sắc rẻ hơn. Hai chế độ đồ họa màu của hệ thống chỉ khả dụng ở chế độ trước trong khi chế độ có độ phân giải cao nhất cần màn hình đơn sắc.
Ở một số thị trường, đặc biệt là Đức, máy đã có chỗ đứng vững chắc như một cỗ máy kinh doanh nhỏ cho công việc xuất bản CAD và xuất bản máy tính để bàn. Nhờ các cổng MIDI tích hợp, ST rất thành công khi chạy phần mềm trình phát nhạc và là bộ điều khiển nhạc cụ giữa những người nghiệp dư và nhạc sĩ nổi tiếng.
ST được thay thế bởi các dòng máy tính Atari STE, Atari TT, Atari MEGA STE và Falcon.